# Luca Moncada
Luca Moncada (Palermo, 3 aprile 1978) è un canottiere italiano, 6 volte Campione del Mondo dal 2001 al 2007 nel 4 di coppia pesi leggeri e 2 volte tricolore rispettivamente nel 2000, nella specialità del singolo Under 23, e nel 2002, nella specialità del 4 di coppia pesi leggeri.
Ha vinto il suo primo Mondiale nel 2001 a Lucerna, nel 4 di coppia; lui era al numero 3.
È stato un atleta della Canottieri Palermo, Marina Militare e Telimar Palermo; attualmente è allenatore alla Roggero di Lauria con il supporto di altri due allenatori.